# Erick Iskersky
Erick Iskersky, né le 25 janvier 1958 à Toledo dans l'Ohio, est un ancien joueur de tennis professionnel américain.
Il a gagné un titre en simple et a participé à une autre finale en double.

## Palmarès

### Titre en simple messieurs
| No | Date       | Nom et lieu du tournoi | Catégorie | Dotation | Surface    | Finaliste    | Score    |  |
| -- | ---------- | ---------------------- | --------- | -------- | ---------- | ------------ | -------- |  |
| 1  | 15-03-1982 | Open de Lorraine, Metz |           | 75 000 $ | Dur (int.) | Steve Denton | 6-4, 6-3 |  |

### Finale en double messieurs
| No | Date       | Nom et lieu du tournoi         | Catégorie       | Dotation  | Surface      | Vainqueurs                   | Partenaire  | Score    |          |
| -- | ---------- | ------------------------------ | --------------- | --------- | ------------ | ---------------------------- | ----------- | -------- | -------- |
| 1  | 03-10-1983 | Torneo Conde de Godó Barcelone | GP World Series | 200 000 $ | Terre (ext.) | Anders Järryd Hans Simonsson | Jim Gurfein | 7-5, 6-3 | Parcours |